# Wassili Dmitrijewitsch Jermilow

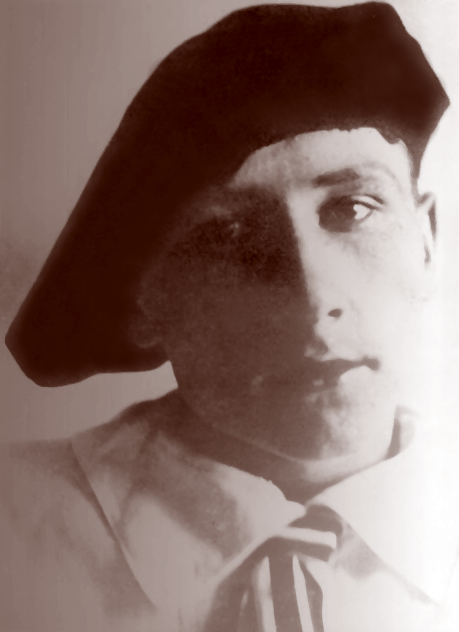
Wassili Jermilow

Wassili Dmitrijewitsch Jermilow (russisch Василий Дмитриевич Ермилов; ukrainisch Василь Єрмилов, Wassyl Jermylow; wiss. Transliteration Vasilij Dmitrievič Ermilov; * 10. Märzjul. / 22. März 1894greg. in Charkiw, Russisches Kaiserreich; † Januar 1968 in Charkiw, Sowjetunion) war ein ukrainisch-russischer Designer und Maler der Avantgarde, dessen Werke sich dem Kubismus, Konstruktivismus, Monumentalkunst bzw. Neoprimitivismus zuordnen lassen.

## Biografie
Zunächst erlernte Wassili Jermilow von 1905 bis 1909 ornamentale Kunst in der Werkstätte von Libor Trakal. Zwischen 1910 und 1911 studierte er an der Hochschule für angewandte Kunst in Charkiw bei M. Fjodorow. Von 1911 bis 1912 war er in Charkiw Mitglied der „Golubaja Lilija“ (Blaue Lilie).
1912 wechselte er an die Moskauer Hochschule für Malerei, Bildhauerei und Architektur und traf noch im selben Jahr Wladimir Majakowski sowie Dawid Burljuk. Im darauf folgenden Jahr nahm er in Moskau auch Unterricht in den Ateliers von Ilja Maschkow und Pjotr Kontschalowski. Jermilow nahm von 1913 bis 1914 Stunden im Atelier von Eduard Steinberg und O. Hrot, da er sich für Freskenmalerei und Mosaiken interessierte und war Mitglied der Gruppe „Budiak“ in Charkiw.
1914 ging er wieder an die Hochschule für angewandte Kunst nach Charkiw zurück, wo er seinen Abschluss mit einem Diplom als Kunstmaler machte. Vier Jahre später gründete er die Gruppe „Bündnis der Sieben“ mit der Künstlerin Marija Sinjakowa und stellte noch im selben Jahr mit dem „Bündnis der Sieben“ in Charkiw aus.
1919 gründete Jermilow einen Arbeitskreis für Gewerbelehrer in Charkiw und entwarf 1919 und 1920 Plakate und Dekors für den Ersten Mai. 1920 wurde Jermilow Leiter des Telegrafenamts für Propagandazwecke (UKROSTA) und Gestalter für die Agitprop-Bewegung „Rote Ukraine“ sowie für das Offizierkasino der Roten Armee in Charkiw.
Von 1921 bis 1922 arbeitete er an der Charkiwer Kunsthochschule und entwarf 1921 den Agitprop-Zug der „Roten Ukraine“. 1922 wurde Jermilow Gründungsmitglied des Technischen Kunstinstituts in Charkiw und begann am Charkiwer Institut für angewandte Kunst zu lehren (1922–1935, 1944–1947, 1963–1967).
1925 wurde Jermilow Mitglied des „Verbands Revoultionärer Kunst der Ukraine“ (ARMU) – u. a. mit Dawid Burljuk, Wadim Meller, Alexander Bogomasow, Wiktor Palmow und nahm drei Jahre später mit El Lissitzky, Wadim Meller und Alexander Tyschler an der Internationalen Presse-Ausstellung Pressa in Köln teil. Hier gestaltete er auch das Erscheinungsbild des ukrainischen Stands. Zwischen 1928 und 1929 war er der künstlerische Leiter des Magazins „Avantgarde“ und leitete die Zeitschrift „Nowoje iskusstwo“ (russ. für „Neue Kunst“); zugleich gestaltete er Buchumschläge, Illustrationen für ukrainische Magazine und Innenarchitektur. Seit 1939 war er Mitglied in der Charkiwer Gruppe der Künstlerunion der Ukraine.
Nach 1932 geriet Jermilow in Konflikt mit der offiziellen Kunst- und Kulturlinie der Sowjetunion, die mit dem Beschluss des Zentralkomitees der KPdSU „Über den Kampf gegen den Formalismus in der Kunst“ vom 23. April 1932 den Sozialistischen Realismus zur einzig richtigen Kunstrichtung erklärt hatte. Man beschuldigte Jermilow des Formalismus und des Kosmopolitismus und schloss ihn 1949 aus dem Verband der bildenden Künstler aus, in den er erst zehn Jahre später wieder aufgenommen wurde. Er war gezwungen, seinen Lebensunterhalt durch Gestaltung von Klubhäusern und Arbeitszimmern der Parteiobrigkeit sowie durch Lehrtätigkeit zu verdienen. 1962 fand die einzige Einzelausstellung in seiner Lebenszeit statt, im selben Jahr wurde er auch vollständig rehabilitiert.
Das Atelier des Künstlers wurde durch einen Brand zerstört und seine Werke in zahlreiche Privatsammlungen und Museen weltweit zerstreut.
Bis zu seinem Tode im Januar 1968 unterrichtete Jermilow regelmäßig und stellte auf nationaler (seit 1909) und internationaler Ebene (seit 1928) aus. Einzelausstellungen seiner Arbeiten in Charkiw fanden 1963, 1969 und 1994 statt.

### Ausstellungen, Ehrungen
In Moskau fand 2012 im Multimedia Art Museum eine Ausstellung seiner Werke statt. Ein Werkverzeichnis wurde herausgegeben.
Am 22. März 2012 wurde in Charkiw ein Zentrum für zeitgenössische Kunst eröffnet, das nach ihm Jermilow-Zentrum benannt wurde und verschiedene Stipendien für kulturelle Projekte vergibt.